# Марченко Зоряна Анатоліївна
Зоряна Анатоліївна Марченко (нар. 9 грудня 1988, м. Дніпродзержинськ, Дніпропетровська область, УРСР, СРСР) — українська акторка театру та кіно. Відома за роллю Марисі Сотник у телесеріалі Поки станиця спить|«Поки станиця спить».

## Життєпис
Зоряна Марченко навчалася в майстерні Юрія Мажуги на акторському факультеті Київського національного університету театру, кіно і телебачення імені Івана Карпенка-Карого, який закінчила в 2010 році.
У вересні 2014-го одружилася з Олексієм Тритенком. У другому шлюбі з Олександром Ведменським народила доньку Агафію (нар. 17 травня 2016).

## Робота

### Фільмографія
| Рік         |   | Назва                | Роль                                            |
| ----------- | - | -------------------- | ----------------------------------------------- |
| 2020        | с | Доктор Віра          | Віра, кардіохірургиня — головна роль            |
| 2019        | ф | Чорний Ворон         | Дося                                            |
| 2019        | с | Окупація             |                                                 |
| 2019        | ф | Повернення           | Маша Жукова                                     |
| 2018        | с | Дві матері           | Зоя (головна роль)                              |
| 2018        | с | Човникарки-2         | Аліса Грибова — головна роль                    |
| 2016        | с | Човникарки           | Аліса Грибова, колишня медсестра — головна роль |
| 2015        | с | Останній яничар      | Марися — головна роль                           |
| 2014        | с | Поки станиця спить   | Марися Сотник — головна роль                    |
| 2013 — 2014 | с | Великі почуття       | Настя                                           |
| 2013        | с | Нюхач                | донька Мерлюзова                                |
| 2013        | ф | Синевир              |                                                 |
| 2012        | с | Порох і дріб         | Руда дівчина у фільмі № 2 «Самогубство»         |
| 2012        | ф | Не бійся я поруч     |                                                 |
| 2011        | с | Шаман                | епізод у фільмі № 6 «Чорний Фенікс»             |
| 2011        | с | Щоденники Темного    | епізод                                          |
| 2011        | с | Повернення Мухтара-7 | Лєра Серебрякова у 29-й серії «Собаче життя»    |
| 2010 — 2013 | с | Єфросинія            | Маруся, секретарка Саврасова                    |
| 2011        | с | Віра, Надія, Любов   | епізод                                          |